# Lenka Šarounová
Lenka Kotková, nascuda Šarounová (Dobřichovice, República Txeca, 26 de juliol de 1973) és una astrònoma, especialitzada en el descobriment d'asteroides.

## Biografia
És una prolífica descobridora d'asteroides. Treballa en l'Observatori d'Ondřejov, situat prop de Praga. A més de nombrosos asteroides del cinturó principal, també va descobrir l'asteroide d'òrbita marciana (9671) Hemera i el del grup de Hilda (21804) Václavneumann.
Va estudiar meteorologia en la Facultat de Matemàtiques i Física de la Universitat Carolina de Praga. Les seves tasques en l'Institut Astronòmic AV ČR en Ondřejov són principalment el desenvolupament de bases de dades, l'observació espectroscòpica i fotomètrica i el processament de dades. Durant el seu treball en el departament de matèria interplanetària la seva labor principal era l'observació d'asteroides propers a la Terra, juntament amb Petr Pravec i Peter Kušnirák va identificar una gran proporció dels asteroides binaris coneguts. En la mateixa època va descobrir o va codescubrir més de 100 asteroides. En l'actualitat Šarounová treballa com a observadora en el departament estel·lar amb un telescopi de dos metres en Ondřejov.
L'any 2000 va rebre el Premi Kviz Zdeněk de la Societat Astronòmica Txeca, per un important treball en la recerca dels estels variables.
L'asteroide (10390) Lenka, descobert pels seus col·legues Petr Pravec i Marek Wolf en 1997, porta aquest nom en el seu honor. L'asteroide (60001) Adélka, descobert per ella en 1999, porta el nom de la seva filla, i el (7897) Bohušca, descobert per ella en 1995, porta el nom de la sa mare, Bohumila Šarounová.